# 柴原村
柴原村（しばはらむら）は、大分県大野郡にあった村。現在の豊後大野市の一部にあたる。

## 地理
大野川左岸、同川支流・福生寺川と茜川の流域に位置していた。

## 歴史
- 1889年（明治22年）4月1日、町村制の施行により、大野郡下山村、前田村、高畑村、柴山村が合併して村制施行し、柴原村が発足[1][2]。旧村名を継承した下山、前田、高畑、柴山の4大字を編成[2]。
- 1941年（昭和16年）4月1日、大野郡井田村と合併し、千歳村を新設して廃止された[1][2]。

### 地名の由来
江戸時代の柴山・原田組の各一文字を組み合わせたもの。

## 産業
- 農業、薪炭[2]